# Котешка генета
Котешките генети (Genetta genetta) са вид средноголеми бозайници от семейство Виверови (Viverridae).
Обитават гористи местности в голяма част от Африка и югозападните части на Арабския полуостров и са интродуцирани в югозападните части на Европа. Хранят се главно с дребни бозайници, както и с птици, безгръбначни, насекоми и плодове.